# NGC 3654
NGC 3654 este o galaxie spirală situată în constelația Ursa Mare. A fost descoperită în 6 aprilie 1793 de către William Herschel. Se află la o distanță de 27,93 de megaparseci de Pământ.